# Saint-Pons-de-Mauchiens
Saint-Pons-de-Mauchiens este o comună în departamentul Hérault din sudul Franței. În 2009 avea o populație de 638 de locuitori.

## Evoluția populației
| An        | 1975 | 1982 | 1990 | 1999 | 2006 | 2009 |
| --------- | ---- | ---- | ---- | ---- | ---- | ---- |
| Populație | 416  | 411  | 399  | 513  | 581  | 638  |